# Daihatsu YRV

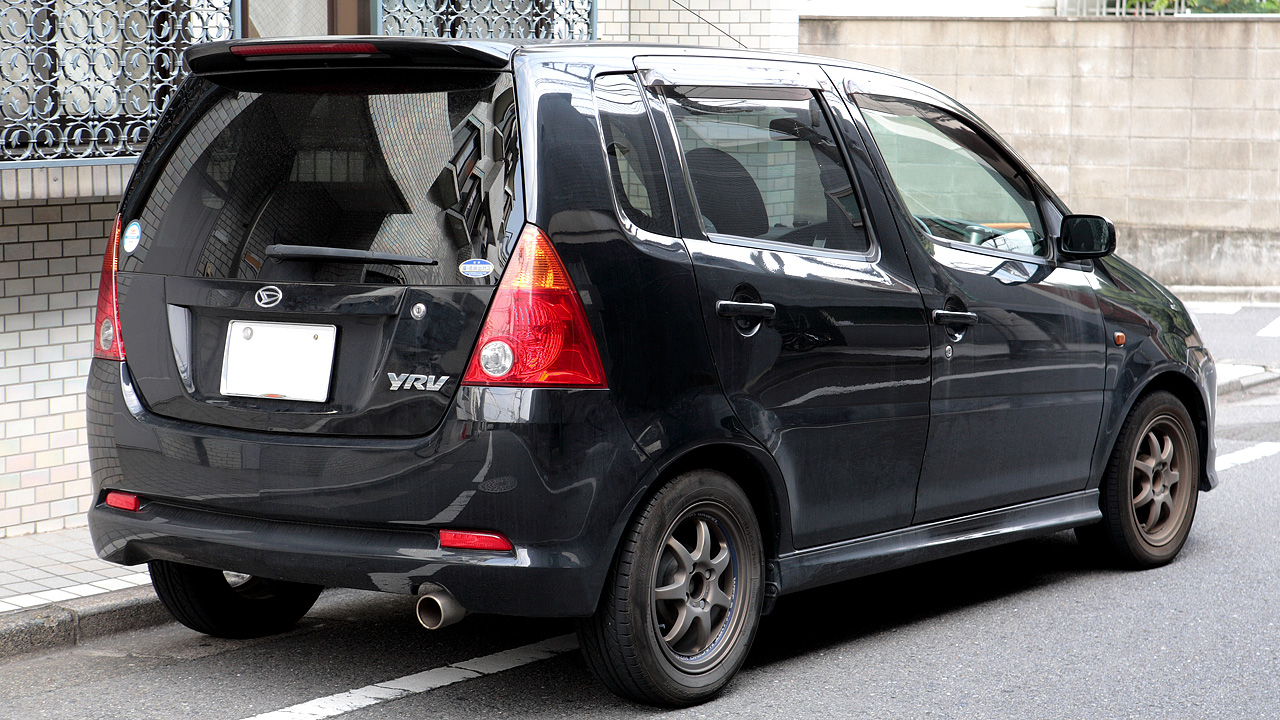
Daihatsu YRV 1.3 Turbo

Daihatsu YRV – to minivan produkowany w latach 2000-2005. Symbol YRV jest skrótem od angielskich słów "Young Recreational Vehicle", co doskonale obrazuje, dla jakiej grupy nabywców i do jakich celów był przeznaczony ten pojazd. To pięciodrzwiowe auto bazowało na modelu Sirion. 
Było dostępne z napędem na jedną lub obie osie, a w lepiej wyposażonych wersjach znajdująca się we wnętrzu tylna kanapa dawała się przesuwać, w celu powiększenia przestrzeni bagażowej. YRV mógł przewieźć cztery osoby lub bagaże o pojemności maksymalnej 1000 l (po złożeniu tylnej kanapy). 
W 2006 roku w ofercie zastąpił go model Materia.

## Dane techniczne Daihatsu YRV

### Opis Daihatsu YRV 1.0
- Pochodzenie Azja
- Nadwozie kombi
- Liczba drzwi 5
- Rodzaj silnika R3
- Pojemność skokowa silnika 989
- Liczba zaworów na cylinder 2
- Moc silnika (KM) 64,00
- Moc silnika (KW) 47,00
- Maksymalne obroty 6000
- Maks. moment obrotowy 94,00
- ONM 3600
- Napęd przedni
- Rozstaw osi 2355
- Rodzaj hamulców z przodu Tarczowe
- Rodzaj hamulców z tyłu Bębnowe
- Masa 870 kg
- Bagażnik  165
- Pojemność zbiornika paliwa 40,00
- Prędkość maksymalna 150
- Spalanie (90 km/h) 5,00
- Spalanie (miasto) 7,00
- Rodzaj paliwa Pb
- Długość (mm) 3765
- Szerokość (mm) 1620
- Wysokość (mm) 1550

### Daihatsu YRV 1.3T
- Pochodzenie	Azja
- Nadwozie	kombi
- Liczba drzwi	5
- Rodzaj silnika	R4
- Pojemność skokowa silnika	1298
- Liczba zaworów na cylinder	4
- Moc silnika (KM)	140,00
- Moc silnika (KW)	103,00
- Maksymalne obroty	6400
- Maks. moment obrotowy	177,00
- ONM	3200
- Napęd	przedni
- Rozstaw osi	2355
- Rodzaj hamulców z przodu	Tarczowe
- Rodzaj hamulców z tyłu	Bębnowe
- Masa 890 kg
- Bagażnik 165
- Pojemność zbiornika paliwa 40,00
- Rodzaj paliwa Pb
- Długość (mm) 3765
- Szerokość (mm) 1620
- Wysokość (mm) 1550